# Shawn Nicklaw
Shawn Nicklaw, né le 15 avril 1989 à San Diego aux États-Unis, est un footballeur international guamien évoluant au poste de milieu défensif. Il est le grand frère de Travis Nicklaw.

## Biographie

### Carrière internationale
Shawn Nicklaw est convoqué pour la première fois par le sélectionneur national Gary White pour un match des éliminatoires de la Coupe d'Asie de l'Est 2013 contre Hong Kong le 1er décembre 2012 (défaite 2-1). Le 25 juillet 2014, il marque son premier but en équipe de Guam lors du match des éliminatoires de la Coupe d'Asie de l'Est 2015 contre les Îles Mariannes du Nord (victoire 5-0).
Il compte 24 sélections et 1 but avec l'équipe de Guam depuis 2012.

## Statistiques

### Buts en sélection
Le tableau suivant liste les résultats de tous les buts inscrits par Shawn Nicklaw avec l'équipe de Guam.